# ジョン・グレッサム・メイチェン
ジョン・グレッサム・メイチェン（英語:John Gresham Machen、1881年7月28日 – 1937年1月1日) は、20世紀初頭のアメリカ合衆国、長老派教会の神学者。
彼は、1915年-1929年、プリンストン神学校の新約聖書学の教授を務めた。プリンストンが次第に変質して受け入れるようになった近代主義的自由主義神学（リベラル）に反対し、福音主義における正統的な信仰を守るためウェストミンスター神学校を設立した。
所属していたアメリカ合衆国長老教会（PCUSA）がリベラル化の方向に向かい、ウェストミンスター信仰告白の遵守を拒んだため、正統長老教会（OPC）を創立した。1920年にPCUSAが対話を拒み、自由主義神学的な路線でプリンストンの再編成を行うと決定したので、メイチェンは、フィラデルフィアにウェストミンスター神学校を設立し、死去するまで、そこで新約聖書を教えた。
リベラルに反対する1930年代の彼の働きは、独立長老教会海外宣教ミッションThe Independent Board for Presbyterian Foreign Missions（1933年）の設立に至った。1935年、1936年の独立ミッションのメンバーに対するミニストリーの執行停止処分は、OPCが形成される理由となった。
メイチェンは、19世紀初頭に創立され、発展をみたプリンストン神学の最後の神学者であったと考えられている。彼は福音主義キリスト教のカルヴァン主義系福音派であった。
偉大なプリンストン神学者、チャールズ・ホッジ、ウォーフィールドらと比較されるメイチェンであるが、彼は、神学（新約聖書学）を教え、神学校の校長にはならなかった。今日もメイチェンの影響は、ウェストミンスター神学校と正統長老教会に存在し、彼の『新約聖書ギリシャ語原典入門』の教科書は、PCUSAを含む多くの神学校で、今も使われている。

## 幼年時代
メイチェンはボルチモアで生まれた。父は弁護士であった。結婚した時、父は45歳、母は24歳だった。父は米国聖公会、母は、長老教会の教会員で、幼い頃から、ウェストミンスター小教理問答を教えた。家族はフランクリン・ストリートの長老教会で礼拝を守った。メイチェンは特権的な教育を受けたと考えられている。私立の大学でラテン語、ギリシア語など古典的な教育を受けた。またピアノのレッスンも受けていた。

## 青年時代

### アメリカの学生生活
1898年、17歳でジョンズ・ホプキンス大学に入学し、奨学金を受けた。大学では古典文学を専攻した。1901年に卒業したメイチェンは優秀な学者として、Phi Beta Kappa Societyに認められた。
将来についてはまだ決まらず、プリンストン神学校で神学を、プリンストン大学の文学修士課程で、哲学を学んだ。

### ドイツ自由主義神学との遭遇
1905年から一年間ドイツ神学の研究を行った。彼は父に手紙を送り、ハーマン教授の自由主義神学によって信仰が動揺させられたと書いた。メイチェンは教授を尊敬していたが、ドイツの近代主義神学者との出会いは、かえってメイチェンに正統的な改革派神学を受け入れさせた。

## 前哨戦

### プリンストン神学校 1906-1916
1906年からプリンストン神学校の講師となる。当時のプリンストンには、フランシス・パットン（異端見分けの専門家）やウォーフィールドがいた。ウォーフィールドは、正統教理こそクリスチャンが周りに影響を与えてきた手段だと主張した。また聖書観は聖書信仰であり、聖書の超自然性を擁護した。自由主義神学に動揺させられていたメイチェンの信仰の危機は、彼らによって解決した。
1914年、牧師按手を受けた。その次の年、新約聖書学の助教授となる。

### 第一次世界大戦
戦闘員としてではなく、YMCAと共に、奉仕員としてフランスに行った。非戦闘員としてではあったが、現代の戦争による荒廃と悲惨を目の当たりにした。

## メイチェン論争へ

### プリンストン 1918-1926
ヨーロッパから帰国した後, メイチェンは新約聖書の学者として働きを続けた。彼は増大する疾病に喩えられる近代主義神学（モダニズム、リベラル）と、議論できる本物の学者であると評価された。
『パウロ宗教の起源』、The Origin of Paul's Religion (1921年)は、メイチェンの最も有名な学術書である。 この本では、「使徒パウロの宗教がギリシア哲学に基づいたものであり、イエス・キリストの宗教と別のものだ」という、リベラル神学の主張に反駁した。
『キリスト教とは何か-リベラリズムとの対決』（キリスト教と自由主義神学）、Christianity and Liberalism (1923年)は、近代神学を批評したメイチェンの本で、キリスト教と自由主義神学の相違点を比較している。彼はこの本で「自由主義神学はキリスト教とは別の宗教」、「現代におけるキリスト教の主要な敵は、自由主義神学である。」、「キリスト教は聖書の上に立てられているが、自由主義神学は罪人の感情の上に立てられる。」と結論付けた。

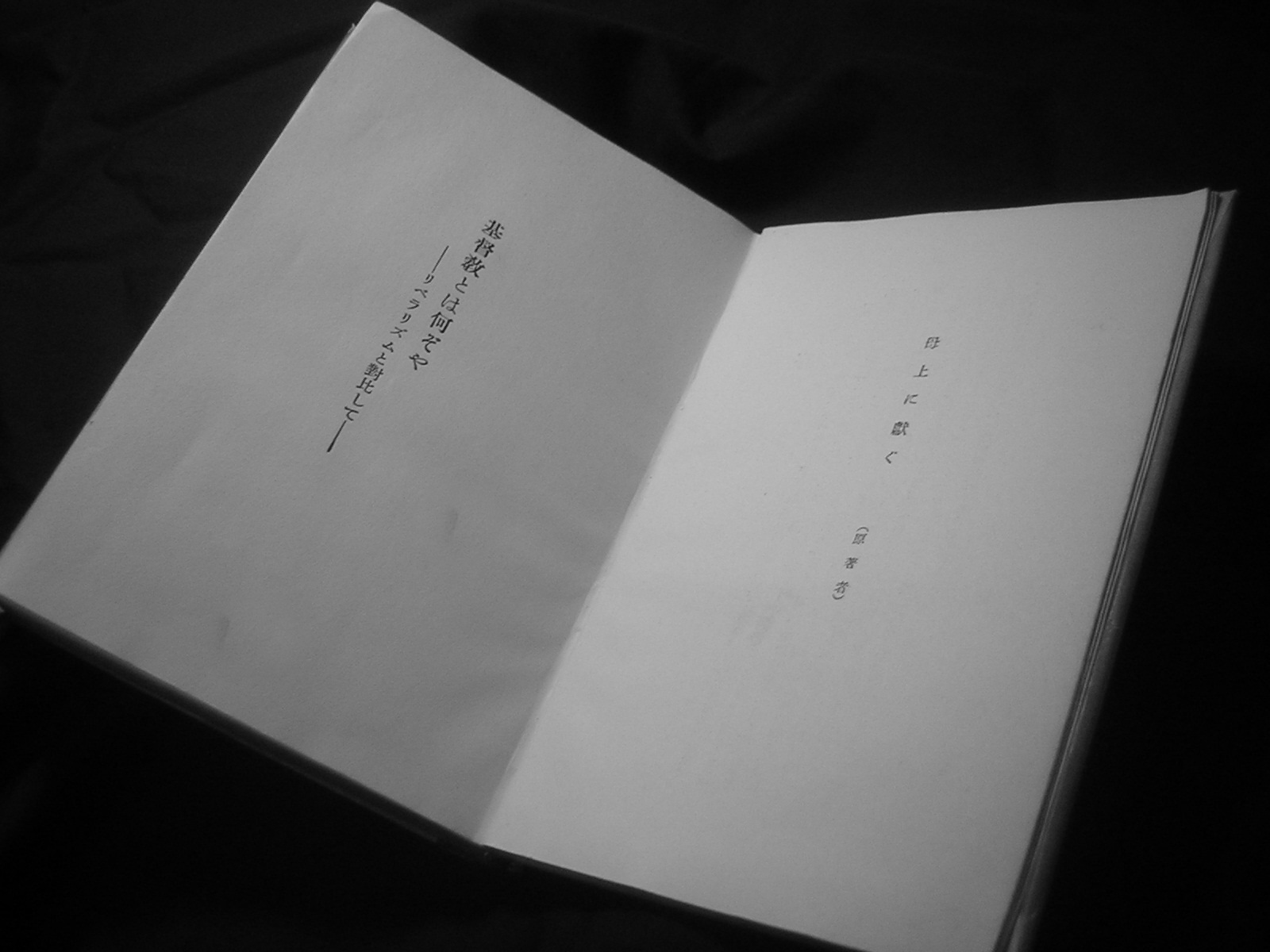
『基督教とは何ぞや』角田桂嶽訳、1933年

これらの本はメイチェンを長老教会の中である神学的陣営に立たしめた。1920年代の彼の働きは、プリンストンと福音的な長老教会での働きにさかれた。
メイチェンは保守的な神学的立場にあったが、大衆的なキリスト教根本主義の運動を完全には受容できなかった。彼はキリスト教根本主義の運動で多くの人が信じた前千年王国説等を認めなかったが、それは改革派神学こそが聖書的なキリスト教信仰であるという立場によった。-この神学が当時のキリスト教根本主義運動に欠けていたと彼は考えた。さらにメイチェンの学者としての働きと近代神学に対する力は、根本主義運動の一部に見られた反知性的な態度と相容れなかった。

### 論争
1924年-1925年にプリンストンの学部における彼の立場が難しくなった。長老教会が学部が二つの派に分かれていることについて質問したからである。メイチェンは答えて教理の重要な違いにあると述べた。彼はチャールズ・アードマンが教理的な誤りを容認した事実を指摘した。アードマンはドワイト・ライマン・ムーディーを持ち出し「論争家はキリストに従う者でないとムーディは知っていた」と密かに書いた。

### ウェストミンスター神学校
1929年の大会（General Assembly）はリベラルの影響下にプリンストン神学校の再編成を決定し、リベラルのオーバーン宣言（Auburn Affirmation）の署名者を役員に任じた。Auburn Affirmationは、リベラル牧師のハリー・エマーソン・フォスディックが1922年5月に行った説教「キリスト教根本主義は勝利を収めるか？」から起こった論争への回答を批判した、長老教会のリベラル派による回答であった。メイチェンと幾人かの同僚は改革派の正統な神学を継承するためウェストミンスター神学校を設立した。

### 正統長老教会
1933年、メイチェンはリベラルを危惧して独立したミッション（宣教団体）を設立した。次の長老教会の大会はメイチェンの独立ミッションをやめさせるため、その働きに関係する牧師に最後通牒を突きつけた。メイチェンと7人の牧師がそれを拒んだため、長老教会のミニストリーの執行を停止させられた。そのためメイチェンは正統長老教会を設立した。

## 死
メイチェンは1936年12月にノースダコタ州で行われた講演の時、寒気により肋膜炎に罹った。クリスマスの後、肺炎により入院し、1937年1月1日に死亡。55歳だった。彼の早い死は彼が指導者であったところの運動に関わった人に非常な悲しみをもたらした。
彼は亡くなる直前に、長年の友人で同僚のジョン・マーレーに電報を送った。その電報は深く彼の全生涯の信仰を表している。「私はキリストの積極的服従に感謝する。それゆえに望み無きものではない。」彼はボルチモアの墓地に埋葬された。

## 後継者
神学者、キリスト教指導者としてのメイチェン牧師は、プロテスタント正統主義の聖書観と教理を保持する、正統的なプロテスタントに強い影響を与えているが、日本では日本キリスト改革派教会の創立者、常葉隆興牧師、岡田稔牧師、春名寿章牧師がメイチェン師に師事した。また岡田牧師は、日本基督改革派創立以前の1944年に死んだ角田桂嶽牧師を、日本におけるメイチェンの真の弟子と呼んでいる。

## 著書
- 『キリスト教とは何か : リベラリズムとの対決』聖書図書刊行会 いのちのことば社ISBN 4791201078、2000
- 『キリストの処女降誕』いのちのことば社 ISBN 4264015650、1996
- 『新約聖書ギリシャ語原典入門 』田辺滋訳 新生運動 1967
- 『パウロ宗教の起源 : キリスト教起源論』聖書図書刊行会 1958
- 『パウロ宗教の成立』高橋一男　 黒田四郎訳　一粒社 1933
- 『基督教とは何ぞや : リベラリズムと對比して』角田桂嶽 長崎書店 1933
- 『歴史と信仰』岡田五作　一粒社 1932
- 『信仰とは何ぞや』角田桂嶽 一粒社 1931
- 『神と人間』角田桂嶽 いのちのことば社 聖書図書刊行会